# Gyógyegér vacsorára
A Gyógyegér vacsorára (eredeti cím: Dinner for Schmucks más néven Dinner with Schmucks) 2010-ben bemutatott amerikai filmvígjáték, melynek rendezője Jay Roach.
A film az 1998-ban készült Dilisek vacsorája című francia vígjáték adaptációja (melyet David Guion és Michael Handelman írt). A főszerepben Steve Carell és Paul Rudd látható, akik már szerepeltek együtt A híres Ron Burgundy legendája és a 40 éves szűz filmekben.
A filmet az Amerikai Egyesült Államokban 2010. július 30-án mutatták be, Magyarországon DVD-n jelent meg szinkronizálva 2011. január 26-án.

## Cselekmény
Egy feltörekvő menedzser, Tim Conrad minden héten szerdán együtt vacsorázik a barátaival. Hogy a munkahelyén révbe érjen, meg kell találnia a számára megfelelő tökéletes partnert a főnöke által rendezett vacsoraestére, amely egyben egy verseny is, és az nyeri meg, aki a legbolondabb idiótával tűnik fel.
Egy nap Tim elüti az autójával Barry-t, aki kitömött egerekből híres művészeti események figuráit alkotja meg. Tim rögtön rájön, hogy a fickónak nincs ki mind a négy kereke, így hát elviszi őt a vacsoraestére. Azonban az este nem egészen úgy alakul, ahogy Tim eltervezte.

## Szereplők
| Színész           | Szerep                  | Magyar hang         |
| ----------------- | ----------------------- | ------------------- |
| Paul Rudd         | Timothy J. "Tim" Conrad | Zámbori Soma        |
| Steve Carell      | Barry Speck             | Kassai Károly       |
| Zach Galifianakis | Therman Murch           | Kálloy Molnár Péter |
| Jemaine Clement   | Kieran Vollard          | Huszár Zsolt        |
| Lucy Punch        | Darla                   | Bognár Gyöngyvér    |
| Stephanie Szostak | Julie                   | Nemes Takách Kata   |
| Bruce Greenwood   | Lance Fender            | Kőszegi Ákos        |
| Ron Livingston    | Caldwell                | Kardos Róbert       |
| P. J. Byrne       | Devenport               | Elek Ferenc         |
| David Walliams    | Mueller                 | Csankó Zoltán       |
| Larry Wilmore     | Williams                | Haás Vander Péter   |
| Jeff Dunham       | Lewis / Diane           | Kapácsy Miklós      |

További magyar hangok: Incze Ildikó, Nagypál Gábor, Takács Andrea